# Политические партии Таиланда
Политические партии Таиланда — политические организации (объединения), функционирующие или распущенные на территории Таиланда.  До государственного переворота 2014 года Таиланд имел многопартийную систему, которая была вновь введена к выборам 2019 года.  Свои задачи партии реализуют через участие в Парламенте. Крупнейшие партии страны, не обладавшие абсолютным большинством в парламенте, формировали коалиционные правительства с менее крупными партиями.

## История
Структура и задачи политических партий в Азии, как правило, имеет мало общего с западными партиями.  Здесь партии объединяют членов с очень разными политическими взглядами. Они оказывают большое влияние на государственную политику с самых разных сторон. Такая особенность характерна и для партий в Таиланде. В большинстве случаев в коалиционном правительстве Таиланда объединяется несколько партий. В разное время в Таиланде деятельность партий полностью запрещалась, а власть в стране   проводилась военными.
После революции 1932 года, в Таиланде политические партии создавались на время парламентских выборов. Первой политической партией Сиама была партия Кхана Ратсадон (тайск.: คณะราษฎร). 24 июня 1932 года Кхана Ратсадон совершила бескровный государственный переворот и заняла все ключевые посты в армии. В последующем, до Второй мировой войны, партии в стране были запрещены.
15 октября 1968 года в стране был обнародован указ о создании политических партий, после чего в 1968-1969 годах было создано 13 партий.
Согласно декрету № 4 НИС 17 ноября 1971 года в стране вновь были запрещены политические парти. 9 октября 1974 года деятельность партий была вновь разрешена. Политические партии должны были зарегистрироваться в министерстве внутренних дел. 
К 1975 году было зарегистрировано 42 партии.

## Список политических партий
| Партия | Партия                                    | Год  | Лидер                    | Идеология | ПП         | СБ       | Губ.      | Статус                                     |
| ------ | ----------------------------------------- | ---- | ------------------------ | --- | ---------- | -------- | --------- | ------------------------------------------ |
|        | Пхак Прачачон พรรคประชาชน                 | 2024 | Наттхапхонг Руенгпанявут | Левоцентризм; социал-демократия, прогрессивизм, антимилитаризм                                                                          | 143 из 500 | 11 из 50 | 1 из 76   | Лидер оппозиции                            |
|        | Пхыа Тхаи พรรคเพื่อไทย                      | 2007 | Пхэтхонгтхан Чиннават    | Правоцентризм; либеральный консерватизм, экономический либерализм, популизм                                                             | 141 из 500 | 21 из 50 | 11 из 76  | Старший партнёр правительственной коалиции |
|        | Бумяжтай พรรคภูมิใจไทย                      | 2008 | Анутин Чарнвиракул       | Правоцентризм; монархизм, популизм, консерватизм, экономический либерализм                                                              | 71 из 500  | 0 из 50  | 0 из 76   | Младший партнёр правительственной коалиции |
|        | Паланг Прачарат พรรคพลังประชารัฐ            | 2018 | Правит Вонгсуван         | Правые; милитаризм, национал-консерватизм, правый популизм                                                                              | 40 из 500  | 0 из 50  | 0 из 76   | Оппозиция                                  |
|        | Руам Тай Сан Шарт พรรครวมไทยสร้างชาติ       | 2021 | Пирапан Салиратхавибхага | Правые/ультраправые; ультраконсерватизм, монархизм, милитаризм, авторитаризм                                                            | 36 из 500  | 0 из 50  | 0 из 76   | Младший партнёр правительственной коалиции |
|        | Пхак Прачатипат พรรคประชาธิปัตย์             | 1946 | Чалермчай Шри-Он         | Правоцентризм; либеральный консерватизм, классический либерализм, монархизм                                                             | 25 из 500  | 7 из 50  | 1 из 76   | Младший партнёр правительственной коалиции |
|        | Кла Тхам พรรคกล้าธรรม                      | 2020 | Нарумон Пиньосинват      | Правоцентризм; популизм, локализм | 24 из 500  | 0 из 50  | 3 из 76   | Младший партнёр правительственной коалиции |
|        | Шартайпаттана พรรคชาติไทยพัฒนา              | 2008 | Варавут Силпа-арча       | Центризм/правоцентризм; умеренный консерватизм, аграризм, энвайронментализм, регионализм                                                | 10 из 500  | 0 из 50  | 0 из 76   | Младший партнёр правительственной коалиции |
|        | Прашарат พรรคประชาชาติ                     | 2018 | Тави Содсонг             | Центризм; социал-демократия, социальный консерватизм, исламская демократия, мультикультурализм, защита интересов малайского меньшинства | 9 из 500   | 0 из 50  | 0 из 76   | Младший партнёр правительственной коалиции |
|        | Тай Сан Тай พรรคไทยสร้างไทย                | 2021 | Сударат Кейурафан        | Правоцентризм; прогрессивный консерватизм, неолиберализм, антимилитаризм, конституционный монархизм                                     | 6 из 500   | 2 из 50  | 0 из 76   | Оппозиция                                  |
|        | Партия национального развития พรรคชาติพัฒนา | 2007 | Теван Липтапаллоп        | Центризм; локализм, популизм | 3 из 500   | 0 из 50  | 0 из 76   | Оппозиция                                  |
|        | Тхаи Руампхаланг พรรคเพื่อไทรวมพลัง          | 2021 | Васават Пуангпонсри      | Центризм; локализм, популизм | 2 из 500   | 0 из 50  | 0 из 76   | Оппозиция                                  |
|        | Пхак Пен Тхам พรรคเป็นธรรม                 | 2020 | Питифонг Темчароен       | Левоцентризм; права человека, социальная справедливость, зелёная политика, мультикульутрализм, защита этнических меньшинств             | 2 из 500   | 0 из 50  | 0 из 76}} | Оппозиция                                  |
|        | Партия новой демократии พรรคประชาธิปไตยใหม่ | 2011 | Суратхин Пхичан          | Левоцентризм; социал-демократия | 1 из 500   | 0 из 50  | 0 из 76   | Оппозиция                                  |
|        | Тайская либеральная партия พรรคเสรีรวมไทย  | 2013 | Сериписут Тимиявс        | Центризм/правоцентризм; прогрессивный консерватизм, антимилитаризм                                                                      | 1 из 500   | 0 из 50  | 0 из 76   | Оппозиция                                  |
|        | Тайская партия прогресса พรรคไทยก้าวหน้า    | 2023 | Вочапон Бусамонгкол      | Левоцентризм; социал-демократия, народный суверенитет                                                                                   | 1 из 500   | 0 из 50  | 0 из 76   | Оппозиция                                  |
|        | Зен Дай พรรคเส้นด้าย                        | 2018 | Крис Потанан             | Правоцентризм; либертарианство, экономический либерализм, классический либерализм, национализм, антимилитаризм                          | 0 из 500   | 1 из 50  | 0 из 76   | Оппозиция                                  |

### Непредставленные в парламенте
- Тайская социал-демократическая партия (พรรคสังคมประชาธิปไตยไทย). Основана в 2009 году как Партия новой политики[англ.] (พรรคการเมืองใหม่). Входила в Народный союз за демократию. Перед выборами 2011 года порвала с Союзом и два года спустя была переименована в Социал-демократическую.
- Партия новой надежды (พรรคความหวังใหม่). Центризм, популизм. Основана в 1990 году Главнокомандующим Королевской армии Чавалитом Йонгчайютом после его увольнения с должности. В 2001 году большинство объединилось с партией Тай Рак Тай. С 2005 года в парламенте не представлена.
- Тайская гражданская партия (พรรคประชากรไทย). Правые/ультраправые; роялизм, консерватизм. Образована в 1978 году Самаком Сунтхараветом, лидером правого крыла Демократической партии. После того как Самак в 2001 году покинул партию в парламенте не представлена.

## Исторические партии
- Кхана Ратсадон (тайск. ราษฎร, в переводе Народная партия; 1927—1947) — первая политическая партия в Таиланде. Создана группой военных и гражданских деятелей. Правящая с момента Сиамской революции 1932 года и до роспуска. Синкретическая, «Шесть принципов[тайск.]»[2], тайский национализм[англ.], конституционализм. Фракции: антиимпериализм, антикоммунизм, революционный национализм, фашизм, демократический социализм.
- Либерально-демократическая партия[англ.] (тайск. พรรคเสรีประชาธิปไตย; 1955—1958; 1968—1971). Центризм; либеральная демократия, либеральный социализм. Была представлена в парламенте. Распущена Революционным советом вместе с другими политическими партиями 20 октября 1958 года. Возрождена в 1968 году.
- Социалистическая партия Таиланда[англ.] (тайск. พรรคสังคมนิยมแห่งประเทศไทย; 1974—1976). Левые; социализм. Распущена после военного переворота 6 октября 1976 года, большинство членов отправились в изгнание или присоединились к партизанам Коммунистический партии.
- Партия социальной справедливости[англ.] (тайск. พรรคธรรมสังคม; 1974—1976). Правые; консерватизм. Партия имела сильную поддержку внутри армии и представляла интересы генерала Сивары и маршала авиации Чулласапя[англ.]. Одна из основных партий на парламентских выборах 1975 и 1976 годов. Прекратила существование после военного переворота 6 октября 1976 года.
- Партия справедливости и единства[англ.] (тайск. พรรคสามัคคีธรรม; 1992). Правые; провоенная, консерватизм. Создана после военного переворота 1991 года и представляла интересы военных, бюрократии и провинциального бизнеса. Победила на парламентских выборах в марте 1992 года. После кровавого подавления оппозиционного протестного движения («Чёрный май») партия была дискредитирована, и большинство её членов покинули её. Переименование в Либеральную не улучшило ситуацию и партия была распущена.
- Партия Паланг Дхарма[англ.] (тайск. พรรคพลังธรรม, в переводе Партия моральной силы; 1988—2007). Центризм/правоцентризм; политический буддизм, антикоррупционная. Организована губернатором Бангкока Чамлонгом Сримуангом[англ.], связанным с буддийской сектой Санти Асоке[англ.]. Была представлена в парламенте и коалиционных правительствах. Распалась из-за фракционных конфликтов внутри партии.
- Партия национального развития[англ.] (тайск. พรรคชาติพัฒนา; 1982—2004). Основана бывшим премьер-министром Чатчаем Чунхаваном. В 1990-х годах была одной из четырёх сильнейших партий страны. Как и другие тайские партии, состояла из внутренних фракций и не имела сильной организации. У партии не было чётко выраженной политической идеологии и она служила личным интересам своих лидеров. В 2004 году объединилась с партией Тай Рак Тай.
- Единые тайцы[англ.] (тайск. รวมใจไทย; 2007). Создана группой известных политиков, выходцев из разных партий, преимущественно распущенной Тай Рак Тай. Вскоре после создания влилась в Тайскую единую партию национального развития.
- Партия новой силы (тайск. พรรคพลังใหม่; 1974—1988). Левоцентризм; прогрессивизм, либерализм. Была одной из наиболее успешных левых партий в относительно прогрессивной и демократической фазе развития страны с 1974 по 1976 год. После разгрома демократического движения в 1976 году в выборах не участвовала.
- Тайская свободная партия[англ.] (Тай Пен Тай; тайск. พรรคพลังใหม่; 1998—2016). Несколько раз меняла название. В последний раз в выборах участвовала в 2005 году, получив 0,6 % голосов.
- Партия социального действия (Китсангком; тайск. พรรคพลังใหม่; 1974—2018). Левоцентризм (1970-е)/правоцентризм (1980-е); прогрессивизм, либеральный консерватизм, экономический либерализм, конституционный монархизм. Была образована либеральными членами Демократической партии во главе с Кыкритом Прамотом (премьер-министр Таиланда в 1975—1976). С момента создания и до середины 1990-х входила в число ведущих партий страны, входя в правительственные коалиции, но коррупционные скандалы, межфракционная борьба, расколы и исход ведущих политиков привели к потере популярности. В 2001 году партия получила всего одно место, а начиная с 2005 окончательно потеряла представительство в парламенте.

### Запрещенные или распущенные партии
В Таиланде по разным причинам были запрещены или распущены Конституционным судом политические партии:
- Коммунистическая партия Таиланда (тайск. พรรคคอมมิวนิสต์แห่งประเทศไทย; 1942—1990-е). Основана как Коммунистическая партия Сиама на базе подпольных марксистских групп. В 1946 году вышла из подполья, три члена партии были избраны депутатами Парламента, а её секретарь ТКП получил пост в правительстве страны. В 1947 году после государственного переворота снова ушла в подполье, сделав ставку на вооружённую борьбу против правящго режима и деятельности иностранного империализма в стране. Большую часть своей истории действовала подпольно, ведя партизанскую войну против армии и полиции Таиланда. В начале 1990-х годов с окончанием Холодной войны, распадом СССР и мировой социалистической системы деятельность партии сошла на нет и она исчезает с политической сцены; формально она числится запрещённой и по сей день.
- Тай Рак Тай (тайск. พรรคไทยรักไทย, в переводе «Тайцы любят тайцев»; 1998—2007). Правоцентризм; третий путь, неонационализм, популизм, реформизм, неолиберализм. Основана Таксином Чинаватом на базе распущенной двумя годами ранее Партии Паланг Дхарма. За время своего существования трижды выигрывала парламентские выборы. Правящяя с 2001 по 2006 год. Распущена Конституционным судом за нарушение законов о выборах. Два руководителя партии оплачивали карликовым партиям участие в выборах, чтобы те могли обойти требование о минимальном количестве проголосовавших в одномандатных округах. После роспуска большая часть членов партии присоединились к Партии народной власти.
- Партия народной власти (тайск. พรรคพลังประชาชน; 1998—2008). Основана подполковником полиции Гарном Тенкеу и трижды оставалась без мест в парламенте, пока к ней не присоединились бывшие члены партии Тай Рак Тай. В 2007 году выиграла парламентские выборы, но правительство Самака Сунтхаравета просуществовало всего 5 месяцев. Распущена Конституционным судом 2 декабря 2008 года за фальсификацияи на выборах.
- Тайская народная партия (тайск. พรรคไทยรักไทย; 1974—2008). Правые; консерватизм. Основана Чатчай Чунхаваном, сыном фельдмаршала Пхина Чунхавана, а также его родственниками, которые в то время были генералами-майорами. Все трое принадлежали к военному, экономическому и политическому клану Раджакру, созданному фельдмаршалом Фином. Партия представляла правое и провоенное крыло тайской политики в относительно либеральные и демократические годы — с 1973 по 1976 год. Была одной из ведущих партий страны, хотя и имела репутацию как самой коррумпированной. Распущена Конституционным судом Таиланда за нарушения избирательного законодательства.
- Нейтральная демократическая партия (Пак Матчима) — основана в 2006 году, распущена Конституционным судом Таиланда 2 декабря 2008 года, за нарушения избирательного законодательства
- Тайцы спасают нацию (Тай Ракса Чарт) — основана в 2009 году, распущена Конституционным судом Таиланда 7 марта 2019 года за нарушение избирательного законодательства.
- Партия будущего — была распущена 21 февраля 2020 года за финансовые нарушения.

## Эмблемы партий

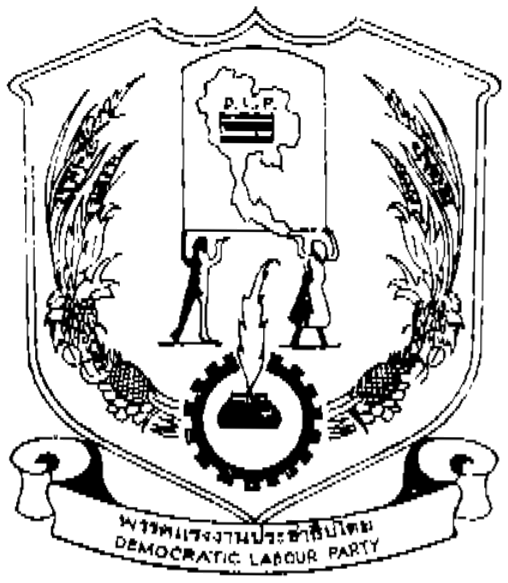
Демократическая рабочая партия
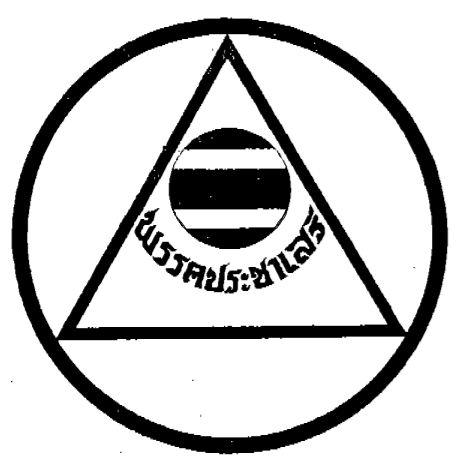
Народная партия
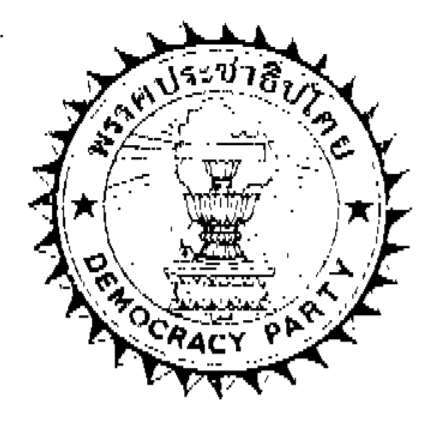
Демократическая партия
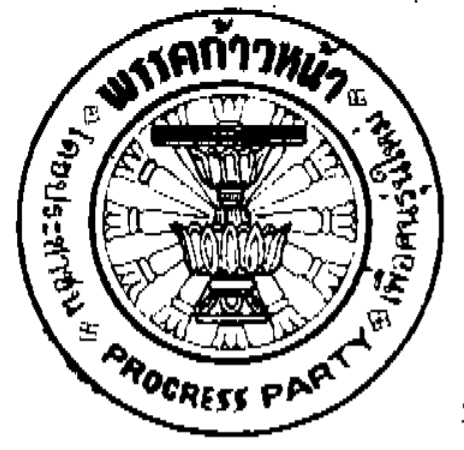
Прогрессивная партия
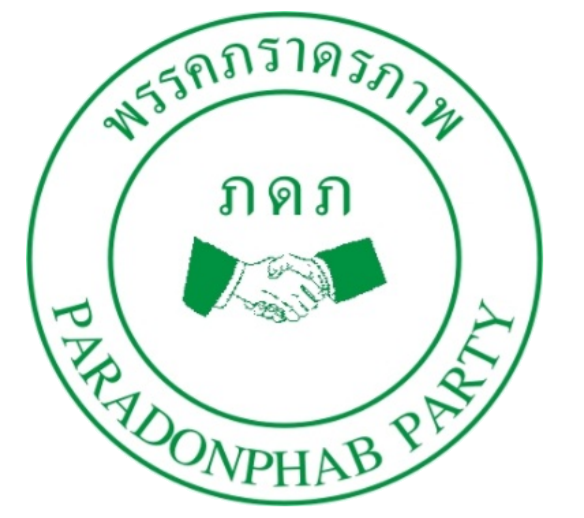
Партия Brotherhood
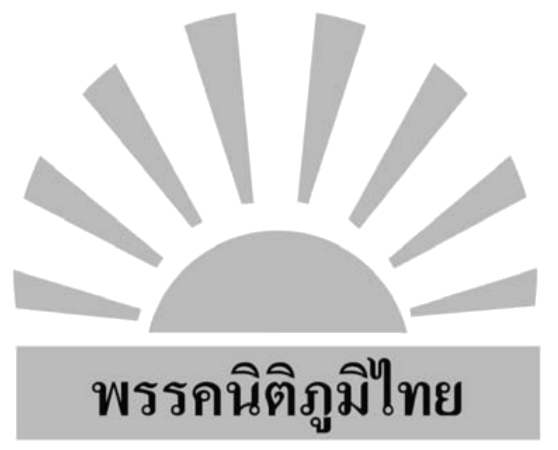
Правовой ландшафт Таиланда
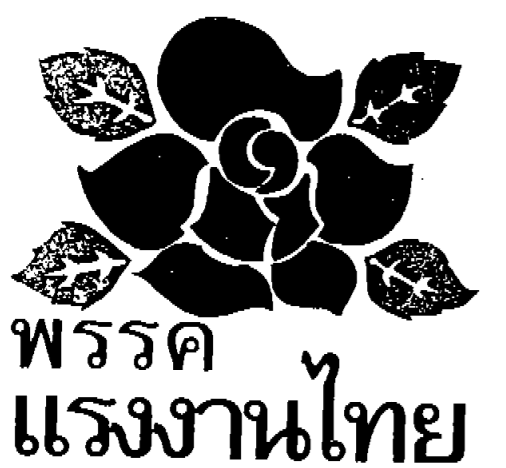
Тайская рабочая партия
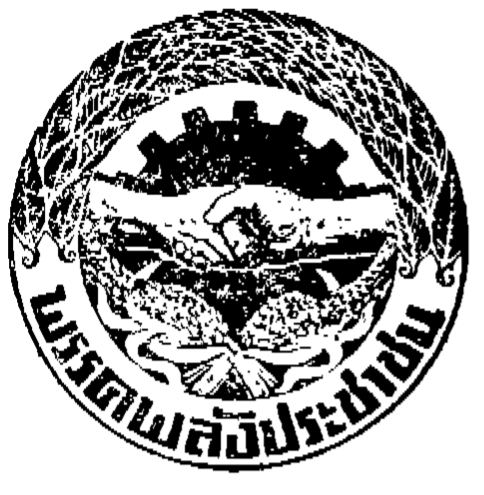
Партия народной власти